# 金属くず条例
金属くず条例（きんぞくくずじょうれい）とは金属くずの回収・営業に関する条例。金属条例、金属くず回収業条例、金属くず営業条例、金属類営業条例とも呼ばれる。

## 概要
金属くず業に関して盗犯防止と住民福祉保持を目的とし、古物営業法に準拠して許可制又は届出制として規制することを主眼としている。法違反営業については懲役刑又は罰金刑が規定されている。また古物営業法と同様に警察に立入や調査権限を認める規定となっている。
日本では戦前までは金属くず業は法律の管理下に置かれていた。しかし、戦後の1949年に制定された古物営業法では金属くずは「廃品」であって「古物」ではないとされ、適用から除外された。その直後の1950年に朝鮮戦争が勃発し、金属価格が高騰して金属くずの盗犯が社会問題となった。
1950年に長崎県佐世保市で条例が制定されたのが最初である。都道府県レベルでは山口県で条例が制定されたのが最初である。その後、1958年までに29道府県で条例が制定された。その後、経済が安定するにつれて金属くずが余剰となったことで金属盗は無くなったとして、1999年から2005年まで14の県で条例が廃止された。一方で、2005年以降はBRICSの建設ラッシュ等で金属価格の高騰したことで金属盗が増加したとして、岐阜県のように一度廃止した条例を再制定した例もある。

### 道府県の条例
| 道府県   | 条例名                                 |
| -------- | -------------------------------------- |
| 北海道   | 金属くず回収業に関する条例             |
| 茨城県   | 茨城県特定金属類取扱業に関する条例     |
| 福井県   | 金属くず営業条例                       |
| 長野県   | 金属くず商及び金属くず行商に関する条例 |
| 岐阜県   | 岐阜県使用済金属類営業に関する条例     |
| 静岡県   | 静岡県金属くず営業条例                 |
| 滋賀県   | 滋賀県金属屑回収業条例                 |
| 大阪府   | 大阪府金属くず営業条例                 |
| 兵庫県   | 金属くず営業条例                       |
| 奈良県   | 奈良県金属くず営業条例                 |
| 和歌山県 | 和歌山県金属くず業条例                 |
| 島根県   | 金属くずの取扱いに関する条例           |
| 岡山県   | 金属くず営業条例                       |
| 広島県   | 金属くず業条例                         |
| 山口県   | 金属くず類回収業に関する条例           |
| 徳島県   | 金属くず取扱業に関する条例             |